# میشائیل آدام
میشائیل آدام (آلمانی: Michael Adam؛ زادهٔ ۱۹۸۴) یک سیاستمدار اهل آلمان است.